# Lycaena dahurica
Lycaena dahurica är en fjärilsart som beskrevs av Ludwig Carl Friedrich Graeser 1888. Lycaena dahurica ingår i släktet Lycaena och familjen juvelvingar. Inga underarter finns listade i Catalogue of Life.